# Tappkota
För andra betydelser, se Axis.

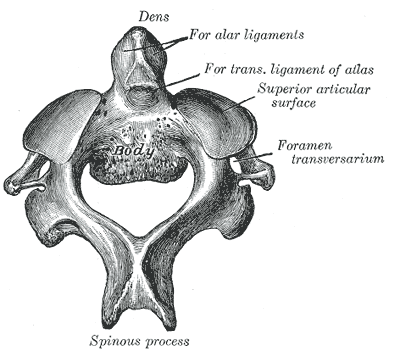
Kraniell-dorsal vy av tappkotan. Framsidan riktad uppåt i bild.
Illustration: Gray's Anatomy, 1918. (PD)

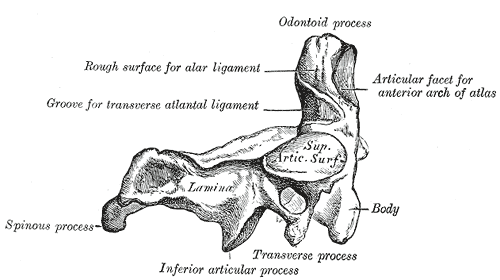
Lateral vy. Framsidan riktad åt höger i bild.
Illustration: Gray's Anatomy, 1918. (PD)

Tappkotan (latin: axis, av grekiska: Αξις, "axel") är, i människans kropp, den andra halskotan (vertebra cervicalis) (C2). Karakteristiskt för benet är den "tand" eller "tapp", dens axis, som sitter mitt på kotkroppen och kring vilken den översta halskotan, ringkotan (atlas), roterar. Tillsammans med ringkotan bildar tappkotan nedre nackleden (atlantoaxialleden, articulatio atlantoaxialis).

## Kotkroppen
Liksom övriga halskotor är tappkotan kotkropp (corpus vertebrae) relativt liten och dess kothål (foramen vertebrale) relativt stort, (dock mindre än ringkotans hål). Kotkroppen är högst framtill där den hänger ned framför underliggande kota. 
På var sida om dess bas finns två fördjupningar där mm. longus colli fäster. Kotkroppens undersida är dorsalt-ventralt konkav, men konvex lateralt.
Lateralt övergår kotkroppen i kotbågens (arcus vertebrae) breda och korta kotrötter (pediculus arcus vertebrae),som övergår i de korta och starka laminae arcus vertebrae.

## Dens
Mitt på kotkroppens ovansida sitter den "tapp", dens axis, som givit kotans dess namn. På dens kan antydan till en smalare midja skönjas. På framsidan finns den cirkelformade ledyta som artikulerar mot insidan av ringkotans främre båge. 
Nedtill på dens baksida finns en grund fördjupning som vanligen sträcker sig ut på dens laterala sidor. Över denna fördjupning sträcker sig det ligament (lig. transversum atlantis) som förhindrar att dens skadar förlängda märgen (medulla oblongata).
Dens har en spetsig topp där lig. apicis dentis fäster. På dens laterala sidor finns fördjupningar där aliaraligamenten (ligg. alaria) som sträcker sig till stora nackhålets (foramen magnum) laterala sidor fäster. 
Dens hör utvecklingsmässigt till ringkotan eftersom den har sitt ursprung i den benkärna som motsvarar ringkotans kotkropp.
Olika typer av frakturer av Dens kan ske
- en avslitning av spetsen på dens axis. Skadan kan ingå som en del i en occipito.cervikal dislokation men kan också vara en isolerad skada. Kan behandlas med nackkrage.
- går genom midjan och nedre hälften av dens. Ofta är det möjligt att behandla med fast halskrage eller eventuellt Haloväst, men kirurgisk fixation används allt mer ofta.
- går genom den välvaskulariserade kotkroppen och har den bästa läkningsförmågan av densfrakturerna och läker därför bra i fast halskrage.

## Ledytor
De stora, övre ledytorna (facies articularis superior) är lätt konvexa och riktade lateralt och framåt. De vilar mot kotkroppen, kotrötterna och transversalutskotten.
Den undre ledytorna (facies articularis inferior) är riktade åt samma håll som övriga halskotor.

## Utskott
Tvärutskotten (processus transversus) är mycket korta och utmynnar, till skillnad från övriga halskotor, i en enda tuberkel. Liksom övriga halskotor, är de perforerade av ett hål (foramen transversarium) som är riktat lateralt framåt.
Spinalutskottet (processus spinosus) är stort och mycket starkt. Undersidan är urgröpt och dess utskott tudelat.

## Ossifikation

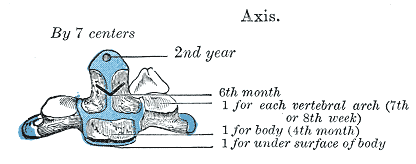
Tappkotans förbeningskärnor.
Illustration: Gray's Anatomy, 1918. (PD)

Benbildningen av tappkotan sker från fem primära och två sekundära förbeningskärnor. Kotbågens två kärnor framträder under sjunde eller åttonde fosterveckan. Kotkroppens kärna uppstår under fjärde eller femte fostermånaden.
Dens består ursprungligen av en vertikal förlängning av den broskmassa som bildar kotkroppens nedre delar. Under sjätte fostermånaden uppstår två kärnor lateralt vid dens bas. Utskottets bas avskiljs från kotkroppen av broskskiva som gradvis förbenas ytligt men vars centrum förbenas först i hög ålder. Utskottets spets har en separat kärna som tillhör ringkotans och som framträder vid tvåårsåldern för att förena sig med dens i tolvårsåldern. 
Utöver dessa finns ytterligare en sekundär förbeningskärna för en tunn epifysplatta på kotkroppens undersida.

## Skador
Då jägare vill avliva ett skadeskjutet djur på mest smärtlösa sätt väljer de ofta att rikta ett "nackskott" eller en knivstöt just mot tappkotan eftersom det är där som ryggmärgen (medulla spinalis) lättast klyvs.